# Acacia baronii
Acacia baronii är en ärtväxtart som beskrevs av Villiers och Du Puy. Acacia baronii ingår i släktet akacior, och familjen ärtväxter. Inga underarter finns listade i Catalogue of Life.